# ARA Almirante Irízar (Q-5)
El rompehielos ARA Almirante Irízar (Q-5), o por sus siglas RHAI, es un rompehielos perteneciente a la Armada Argentina, construido por Wärtsilä en Helsinki, Finlandia. Fue puesto en gradas en 1977, botado en febrero de 1978 y asignado en diciembre de 1978.
Es una nave de 121,3 m de eslora y 14 140 t de desplazamiento. Cada año desde 1978 participa de las campañas antárticas en apoyo a las bases argentinas. Durante la Guerra de Malvinas sirvió como buque hospital y fue condecorado por «Operaciones de Combate». Permaneció fuera de servicio de 2007 a 2017 luego de sufrir un incendio grave durante el regreso de la campaña 2006/07.
Es el único buque de la marina de guerra en llevar el nombre del vicealmirante Julián Irizar. Es el buque insignia del Comando Conjunto Antártico (COCOANTAR) y es el rompehielos más grande del hemisferio sur y uno de los diez más grandes del mundo.

## Historia
Fue la construcción N.º 420 del Astillero OY Wärtsilä, de acuerdo al contrato firmado el 17 de diciembre de 1975 entre el director nacional del Antártico, contraalmirante (R) Jorge Fraga y los señores Lars Sieren y Pekka Virtanen por el astillero. El 30 de diciembre de 1975 dicho acto fue aprobado por el Poder Ejecutivo Nacional (PEN) por decreto «S» N.º 4310/75. Su nombre fue impuesto por decreto N.º 1652, publicado en el Boletín Oficial el 23 de agosto de 1976. Botado el 3 de febrero de 1978, fue su madrina la señora María Celia Villanueva de Fraga. El 15 de diciembre de 1978 se recibió la unidad del astillero, afirmándose el Pabellón Nacional Argentino a su bordo. El día de Navidad del mismo año, inició desde Helsinki sus pruebas de mar con tripulación argentina, y el 26 de febrero de 1979 inició su viaje al país, arribando al Puerto de Buenos Aires sin otra escala que Tenerife, España, el 23 de marzo de 1979. Su Pabellón de Guerra lo recibió el 9 de julio de 1980, donado por la empresa Tandanor S.A. Apadrina la Escuela N.º 1 «Bernardino Rivadavia» de Capilla del Señor, partido de Exaltación de la Cruz, provincia de Buenos Aires.

## Participaciones destacadas

### Teatro de guerra

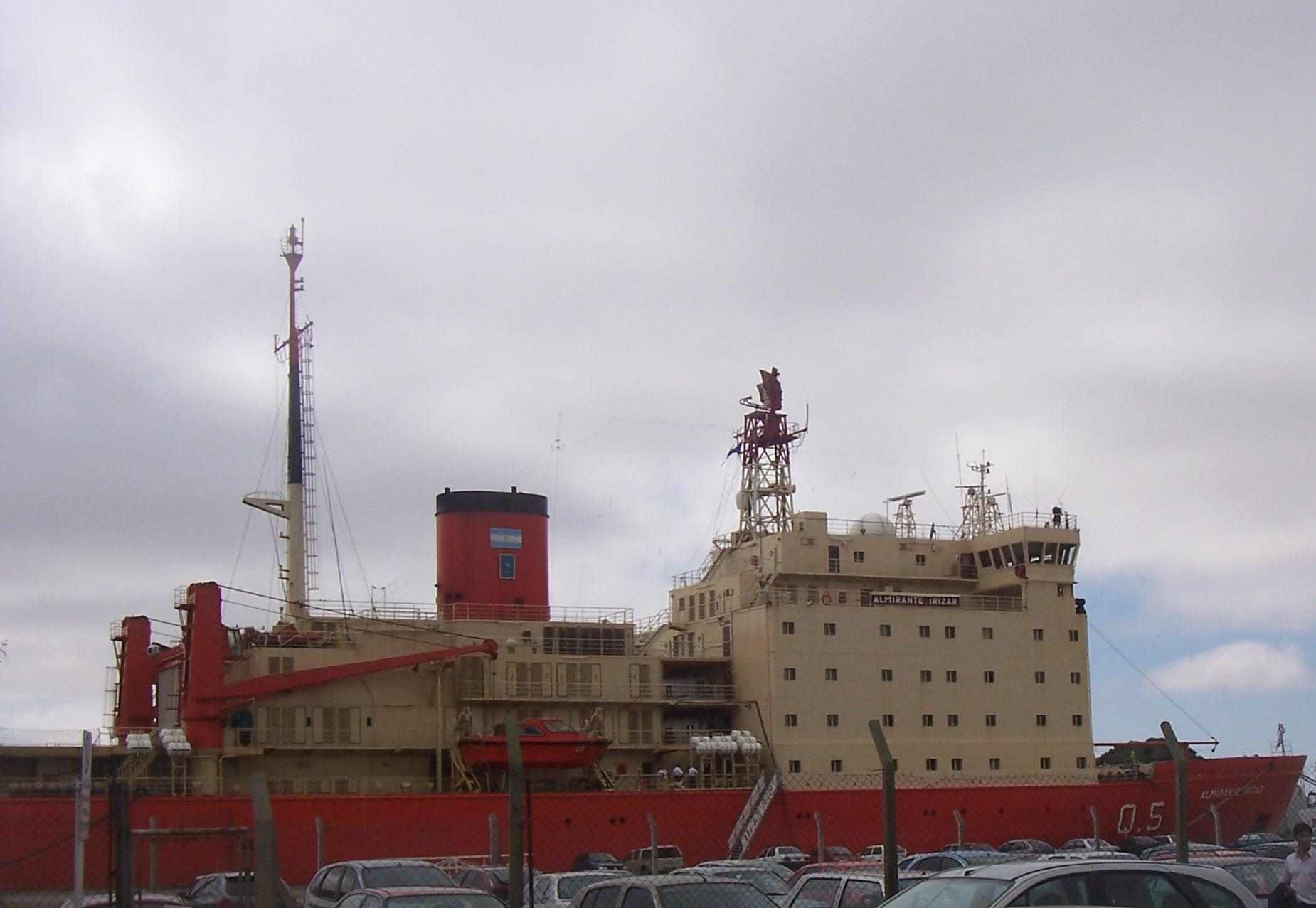
Rompehielos ARA Almirante Irízar en el Apostadero Naval Buenos Aires.

Durante la Operación Rosario integró la Fuerza de Tareas 40; junto a los destructores ARA Santísima Trinidad (D-2) y ARA Hércules (D-1), las corbetas ARA Drummond (P-1) y ARA Granville (P-3), el submarino ARA Santa Fe (S-21) y los buques ARA Cabo San Antonio (Q-42) y ARA Isla de los Estados (B-8). El 2 de abril de 1982, día de desembarco en las islas Malvinas, el ARA Almirante Irízar realizó el tercer movimiento táctico mediante el envío de buzos tácticos en helicópteros a Moody Brook a las 4:30, cerca de Puerto Argentino. Luego antes del amanecer el buque comenzó a transportar tropas helitransportadas al aeropuerto y al Mullet Creek.

### Como buque hospital
El 3 de junio de 1982 se dispuso transformar al RHAI en buque hospital, realizándose en menos de 48 h en la Base Naval Puerto Belgrano, dotándoselo de 160 camas de internación, sala de terapia intensiva, quirófanos y otros medios sanitarios. Posteriormente fue enviado a las Malvinas, donde operó como buque hospital hasta el final del conflicto. Tras la caída de Puerto Argentino, el 18 de junio de 1982 el buque trasladó a 420 heridos en los combates a Comodoro Rivadavia, el 22 de junio a exprisioneros a Ushuaia y el 27 de junio a otros 500 exprisioneros a Puerto Madryn.

### Como buque de rescate
En 2002, fue enviado a una dificultosa misión de rescate del buque de transporte polar alemán Magdalena Oldendorff, que se encontraba a más de 5000 km del Puerto de Buenos Aires. La operación fue llamada «Cruz del Sur» y debió ser efectuada en el duro invierno antártico.
El Magdalena Oldendorff estaba sirviendo a la base rusa de Novolázarevskaya, y en junio quedó atrapado al intentar salir del mar congelado. Primero se acercó el buque sudafricano S.A. Agulhas, que desde 330 km pudo rescatar a gran parte de científicos y personal mediante helicópteros ya que se temía la escasez de alimentos y energía en el buque, que se encontraba expuesto a temperaturas cercanas a los –50 °C. Posteriormente se acercó, el ARA Almirante Irizar, avanzando sobre los 330 km de hielo, aprovisionó al buque con medicinas, combustibles y alimentos. Participó de la acción una experta en glaciología embarcada y un grupo especial de Rescate Antártico del Ejército Argentino que tenía el objetivo de acercarse con motos de nieve y dinamitar el hielo de ser necesario. El ARA Almirante Irizar intentó varias veces romper los hielos que atrapaban al Magdalena Oldendorff pero se consideró que se debía esperar a que los hielos se fundiesen durante el verano del hemisferio sur.
En 2012, el Correo Argentino emitió una estampilla conmemorando diez años de la Operación Cruz del Sur.
El 11 de marzo de 2018, rescató a cinco científicos estadounidenses que desarrollaban tareas en el norte de la Península Antártica y que no pudieron volver al continente por las condiciones del hielo marino que impidieron acercarse a un barco de ese país.

### Como buque de reaprovisionamiento

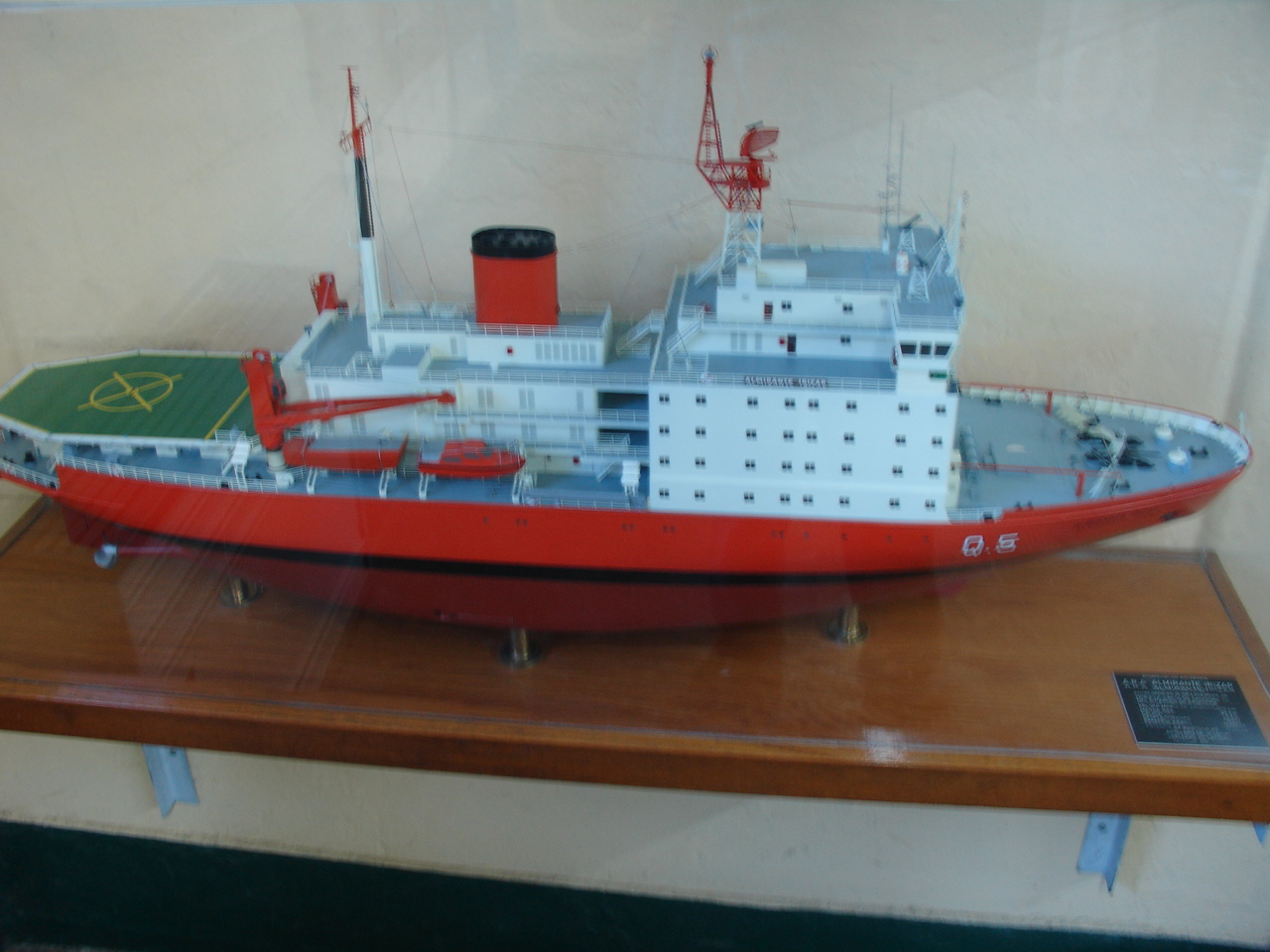
Maqueta del rompehielos en el Museo Marítimo de Ushuaia

Normalmente, entre mediados de la primavera y el otoño, el RHAI participa de las Campañas Antárticas, utilizando la Base Naval Ushuaia (BNUS) como punto de reaprovisionamiento propio, se dirige a las bases que las Fuerzas Armadas argentinas poseen en el continente blanco. Reaprovisiona a las mismas, recoge los residuos que produce y traslada al personal de recambio en las mismas. Generalmente se establecen distintas etapas en las que el buque regresa a la BNUS a completar su reaprovisionamiento y cruza nuevamente el Pasaje de Drake. En dichas campañas otros buques de la Armada Argentina participan junto al rompehielos. Las bases antárticas son reaprovisionadas mediante el uso de los helicópteros y los dos EDPV (Embarcación de Desembarco de Personal y Vehículos), dotación del buque.

## Incendio
El martes 10 de abril de 2007, alrededor de las 19:00 se declaró un incendio en la sala de generadores, al momento la nave se hallaba a 140 millas náuticas (260 km) de Puerto Madryn con 241 tripulantes a bordo.
El siniestro destruyó primero el sistema de energía —del que dependía el dispositivo de extinción principal—, también ardió el hangar donde se encontraban dos helicópteros SH-3 Sea King. Por lo que al descontrolarse el fuego, obligó al comandante del buque, el capitán de fragata Guillermo Tarapow, a ordenar la evacuación total del buque durante las primeras horas del 11 de abril. La operación se completó con éxito cuando a las 6:45 fueron rescatados los últimos náufragos de las 32 balsas salvavidas usadas, reportándose sólo cuatro heridos leves y ninguna víctima fatal.

### El rescate
Al rescate acudieron: el Scarlet Ibis (petrolero panameño), Magritte (pesquero argentino de bandera uruguaya), y Don Cayetano (pesquero argentino). Aunque posteriormente quienes estaban en el Scarlet Ibis fueron distribuidos entre los buques pesqueros, ya que el puerto de Puerto Madryn dispuesto para el rescate, no tiene suficiente profundidad para recibirlo.
El Estado Mayor Conjunto de las Fuerzas Armadas designó a la Base Aeronaval Almirante Zar como centro de operaciones.
En tanto, la Fuerza Aérea Argentina puso a disposición un avión C-130 Hercules con personal profesional, además de un F28 Fellowship. La Armada Argentina dispuso a su vez un P-3 Orion, un BE-200 Cormorán para sobrevolar la zona donde se encontraba el buque y otro F28 para transporte. Se ordenó que zarparan las corbetas misilísticas A-69 ARA Granville (P-33) y MEKO-140 ARA Robinson (P-45) y el destructor misilístico MEKO-360 ARA Almirante Brown (D-10) que se encontraban en las Base Naval Mar del Plata y Base Naval Puerto Belgrano. El destructor fue destacado con dos helicópteros AS555SN Fennec 2 a su bordo, de la 1.ª Escuadrilla Aeronaval de Helicópteros. Por su parte, la Prefectura Naval Argentina envió un C-212 Aviocar para que sobrevolara el lugar del siniestro, y al guardacostas Thompson para asistir al buque siniestrado. Navegó hacia la zona el aviso ARA Suboficial Castillo (A-6), con la intención, cuando la meteorología lo permita, remolcar al buque hacia la Base Naval Puerto Belgrano.
El 12 de abril arribaron los tripulantes del RHAI a Puerto Madryn, de donde partieron a la Base Aeronaval Almirante Zar, y luego en aviones de la Fuerza Aérea Argentina y de la Armada Argentina fueron transportados a la Base Aeronaval Comandante Espora y a la Estación Aeronaval Ezeiza.
El 13 de abril abandonó momentáneamente el buque su comandante, el capitán de fragata Guillermo Tarapow, que se destacó en el destructor Almirante Brown. Luego, con personal técnico de la Armada Argentina, regresó al buque para comenzar las evaluaciones del estado de la nave y apagar los últimos focos del incendio. Varios grupos de trabajo ya desarrollan tareas en forma coordinada contra el incendio embarcados en el rompehielos, tras la puesta en servicio a bordo de cuatro motobombas que alimentan de agua a dos líneas de mangueras. Con esto se comenzó a enfriar las secciones externas del barco y así intentar extinguir los focos de fuego, al mismo tiempo que tienen planificado que el aviso Suboficial Castillo se ubique al costado del RHAI para acelerar el enfriamiento. Una vez controlada la situación podrá establecerse con certeza las tareas de evaluación y su posible remolque.

### El traslado

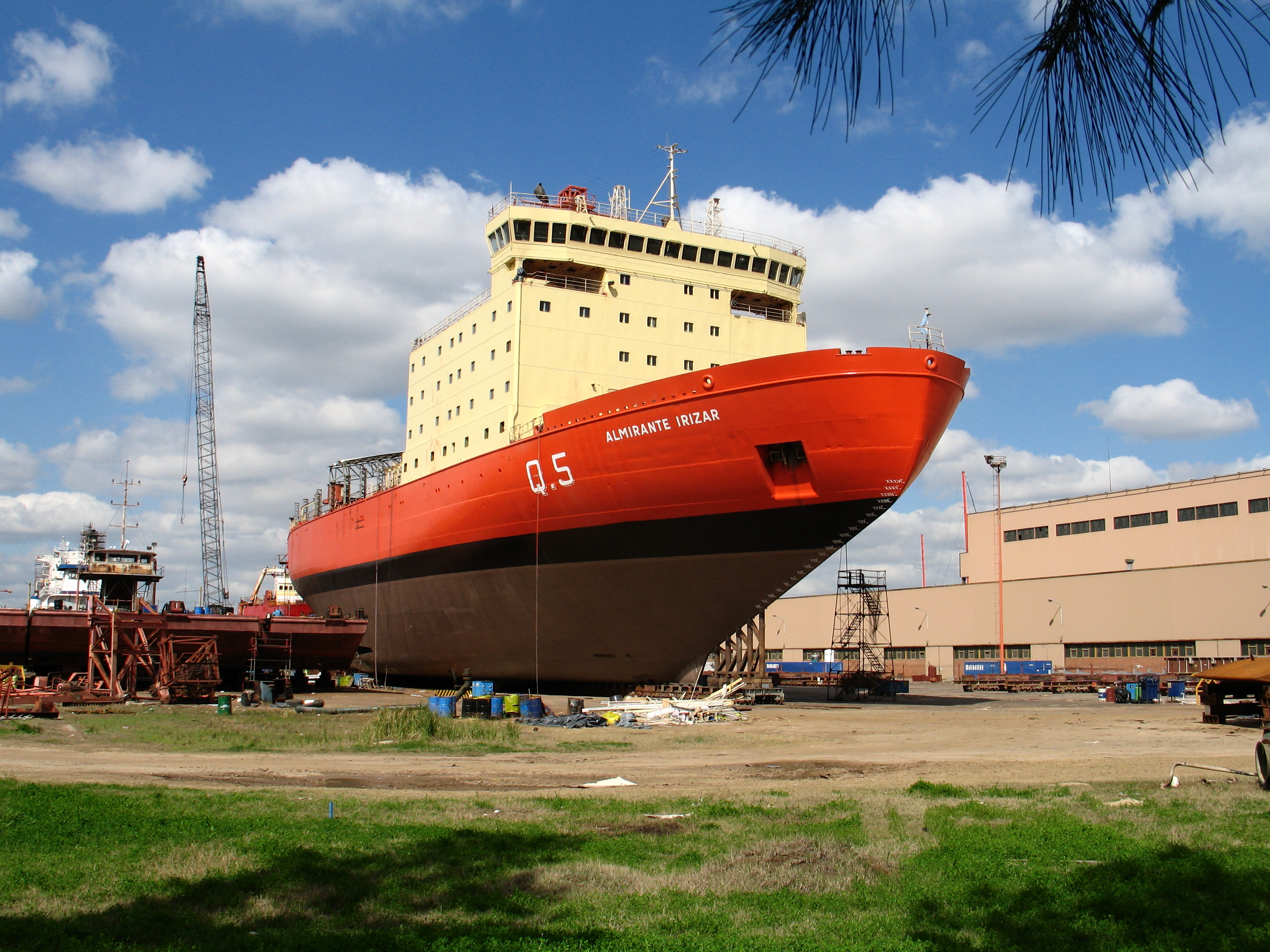
El Almirante Irízar en el astillero en reparación en seco

El 14 de abril se iniciaron los trabajos para permitir acondicionar al rompehielos para remolcarlo hacia la Base Naval Puerto Belgrano. El destructor ARA Almirante Brown (D-10), las corbetas ARA Robinson (P-45) y ARA Granville (P-33) y el aviso ARA Suboficial Castillo (A-6) permanecen en la zona del siniestro y continúan con las tareas de recuperación del rompehielos.
Permanecen embarcados en el RHAI, su comandante junto a treinta hombres de las dotaciones de las Unidades Navales que se encuentran operando en la zona, personal de la Agrupación Buzos Tácticos y del Servicio de Salvamento de la Armada Argentina que suman a la operación sus capacidades de rescate y auxilio de personal. Las tareas de refrigeración con agua de las secciones externas, posibilitaron el ingreso al interior para combatir o retardar el fuego. No existen focos ígneos, por lo que el buque se encuentra controlado y náuticamente seguro. Tanto las embarcaciones que operan en las inmediaciones como las personas que trabajan y circulan en las diferentes cubiertas de la nave siniestrada, mantienen cuidadosas medidas de seguridad para evitar cualquier tipo de contingencia.
Las condiciones hidrometeorológicas en la zona presentan vientos moderados a fuertes, lo que ocasiona olas moderadamente altas en un mar que se encuentra a 11° de temperatura. La intención es aprovechar las actuales condiciones meteorológicas favorables para iniciar el remolque ya que el pronóstico preve que las condiciones hidrometeorológicas desmejoren hacia la tarde del día domingo.
El 15 de abril, finalmente, se controlaron todos los focos de fuego en el interior del buque. En la nave, que continúa controlada y náuticamente segura, se pudo liberar la pala del timón que se encontraba trabada en 20° hacia babor (lado izquierdo del buque) para evitar que ofrezca resistencia durante el traslado que por cuestiones meteorológicas se encuentra demorado. Un grupo de treinta personas, incluido el capitán de fragata Guillermo Tarapow, permanece a bordo de la nave. Entre ellos hay personal de la Agrupación Buzos Tácticos y del Servicio de Salvamento de la Armada. En tanto, las unidades enviadas a la zona para apoyar al Irízar, el destructor ARA Almirante Brown, las corbetas ARA Robinson y ARA Granville y el aviso ARA Suboficial Castillo iniciaron su reaprovisionamiento y reabastecimiento desde Puerto Madryn. En las próximas horas se sumará al grupo de apoyo el aviso ARA Teniente Olivieri para el abastecimiento de repuestos, grupos electrógenos portátiles y grilletes de cadena para complementar el tren de remolque.
El 16 de abril la meteorología complicó la maniobra de remolque del buque siniestrado el cual continúa en su posición, con personal que continúa con las tareas de preparación de la nave para su traslado a la Base Naval Puerto Belgrano. Según un comunicado de la Armada Argentina: «Vientos fuertes a muy fuertes de hasta 50 nudos y olas que oscilaban entre cinco y siete metros de altura complicaron las actividades de preparación del buque». Asimismo, el aviso Teniente Olivieri se encontraba en cercanías de Puerto Madryn con el abastecimiento de repuestos, grupos electrógenos portátiles y grilletes de cadena para complementar el tren de remolque.

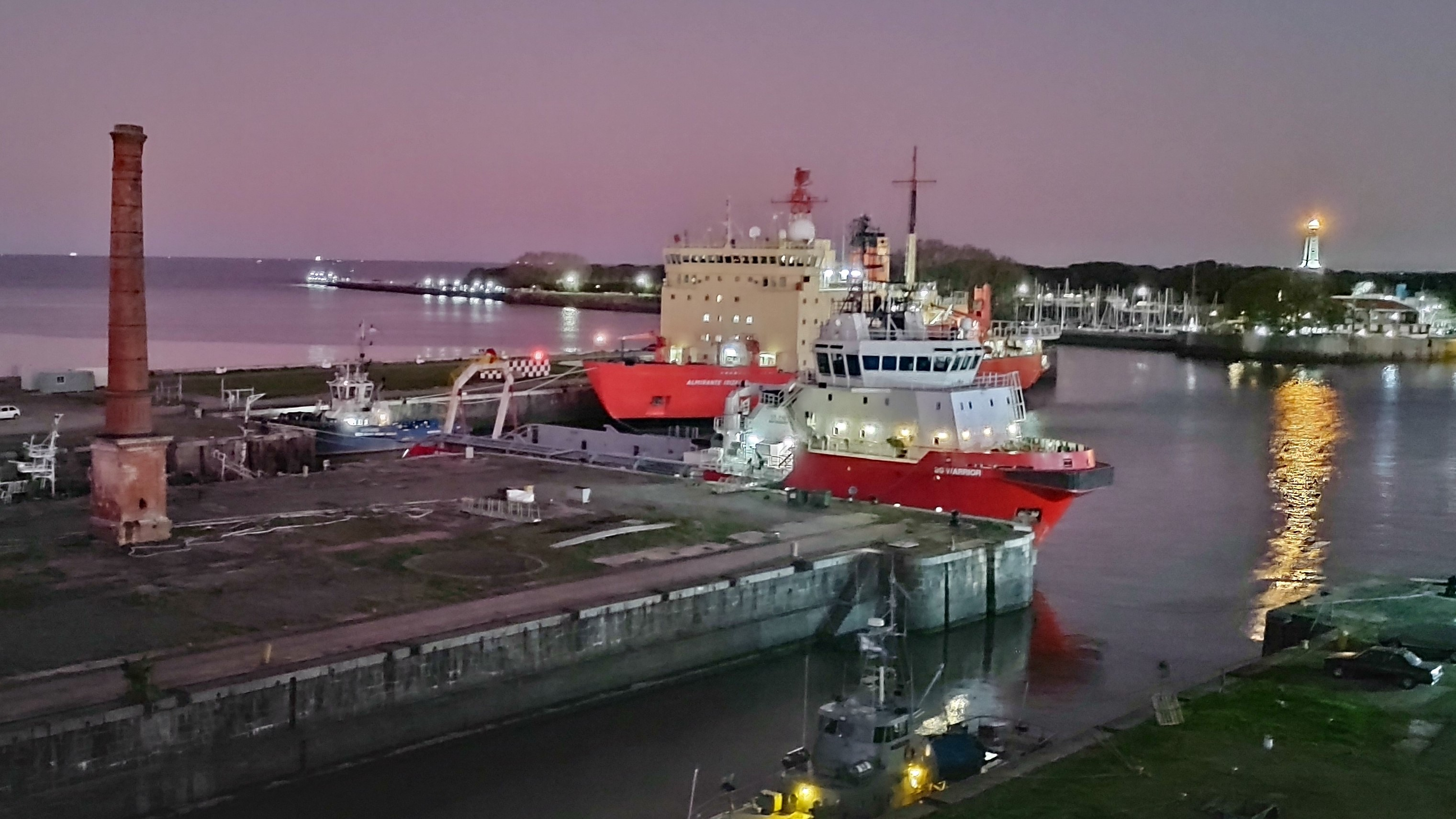
Estacionado de noche en Puerto Nuevo, Buenos Aires.

La Armada Argentina recurrió a la empresa de remolcadores y salvatajes (SATECNA) que puso a disposición el remolcador "Libertador", que se encuentra al resguardo en cercanías de la costa en espera de que mejoren las condiciones meteorológicas para sumarse oportunamente a las tareas de recuperación y remolque del rompehielos.
El 17 de abril la Armada Argentina informó que por el «mejoramiento de las condiciones meteorológicas imperantes en la zona de operaciones, los buques iniciaron todos los preparativos necesarios para dar comienzo a las tareas de remolque» del rompehielos. Autoridades marítimas solicitaron al remolcador Libertador, puesta a disposición de la Armada, «que se dirija hacia el lugar en el que se produjo el incendio para sumarse a las tareas de recuperación y remolque» del Irízar, dice el parte informativo. Apenas llegue el remolcador al lugar se iniciará el armado del tren de remolque, que consta de un conjunto de cables, cabos y cadenas que permitirán el traslado del buque, agregó el comunicado de la fuerza. El aviso ARA Teniente Olivieri se encuentra abasteciendo de repuestos, grupos electrógenos portátiles y grilletes de cadena para complementar el tren de remolque, y desarrolla tareas de reaprovisionamiento de las unidades en apoyo.
El 18 de abril se inició el convoy de traslado. Lo remolcan el aviso Suboficial Castillo y el Libertador. El convoy, al que los marinos llaman «tren de remolque», tiene un kilómetro de longitud y viaja a 5 nudos, poco más de nueve kilómetros por hora.
La marcha es lenta para evitar que un cambio de velocidades y distancias corte los 800 metros de cables y sogas. El Libertador encabeza el convoy enganchado por 350 metros de cable de acero con el Aviso ARA Suboficial Castillo. Desde aquí, un guinche de remolque con un regulador automático de tensión arrastra al dañado Rompehielos, enganchado por otros 450 metros de cables de acero y sogas de perlón (nailon muy resistente), cuyos materiales, combinados, amortiguan cualquier tirón. Al convoy le faltan 400 kilómetros de viaje. Una vez en la Base Naval Puerto Belgrano el «coloso anaranjado» sería reparado en dique seco. Fuentes de la Armada Argentina también señalaron que el «tren de remolque se puso en marcha el martes, alrededor de las 20, gracias al buen tiempo». Los remolcadores, el Irízar y tres embarcaciones más de apoyo partieron del lugar del incendio, a unos 250 km al este de Rawson, en la provincia de Chubut y casi sobre el meridiano 62º. En una ruta calcada sobre ese meridiano, que también atraviesa la Base Naval Puerto Belgrano, el tren de remolque encaró viaje al norte. «Pero, al mismo tiempo, se aproximaban a la costa y a la tarde se encontraban a unas 110 millas (unos 220 kilómetros) al este de Punta Delgada, en la Península Valdés», comentaron también. El viaje de remolque comenzó con el apoyo de las corbetas ARA Robinson y ARA Granville y del aviso ARA Teniente Olivieri, y se sumó luego el destructor ARA Almirante Brown. Desde esta embarcación y también desde las corbetas operan los helicópteros, que abastecen a la treintena de hombres que permanecen en el rompehielos. A bordo del Irízar, el capitán de fragata Guillermo Tarapow comanda efectivos de diferentes unidades, como así también de la Agrupación Buzos Tácticos y del Servicio de Salvamento de la Armada.
El 19 de abril se continuó con el traslado del buque hacia la Base Naval Puerto Belgrano con inmejorables condiciones climáticas que permitieron desarrollar a todo el convoy una mayor velocidad a la estimada a inicios de la tarea.
El 20 de abril la nave se encontraba, pasado el mediodía, aproximadamente a 40 millas (72 kilómetros) de dicho asentamiento naval. Al acercarse a su destino, el tren de remolque conformado hasta estos momentos por el aviso ARA Suboficial Castillo y el remolcador Libertador, fue reemplazado por remolcadores de puerto que facilitarán su ingreso a la Dársena de Puerto Belgrano. Asimismo, el destructor ARA Almirante Brown, las corbetas ARA Robinson y ARA Granville y el aviso ARA Teniente Olivieri, continuaban navegando en las cercanías en apoyo del Rompehielos.
Finalmente, pasadas las 21 el ARA Almirante Irizar hizo su ingreso a la Base Naval Puerto Belgrano. «Nadie quiere lo que no conoce, nadie defiende lo que no ama, nadie da lo que no tiene. Nosotros lo defendimos, porque también lo amamos y todos lo que están aquí, cualquiera de los presentes, tiene lo propio para ganarle al fuego y sacar ese 85 por ciento que pudimos rescatar», sintetizó el capitán de fragata Guillermo Tarapow al desembarcar del buque que comanda. Por su parte, el segundo comandante del Irízar, el capitán de fragata Luis Isidro Romero —quien estuviera a cargo del salvamento de la tripulación y de los pasajeros la noche del incendio— también mostró su satisfacción. «Estamos orgullosos de pertenecer a este grupo humano, que con notable entrega, arrojo y subordinación permitió que éste fuera el resultado», describió.

## Reparación

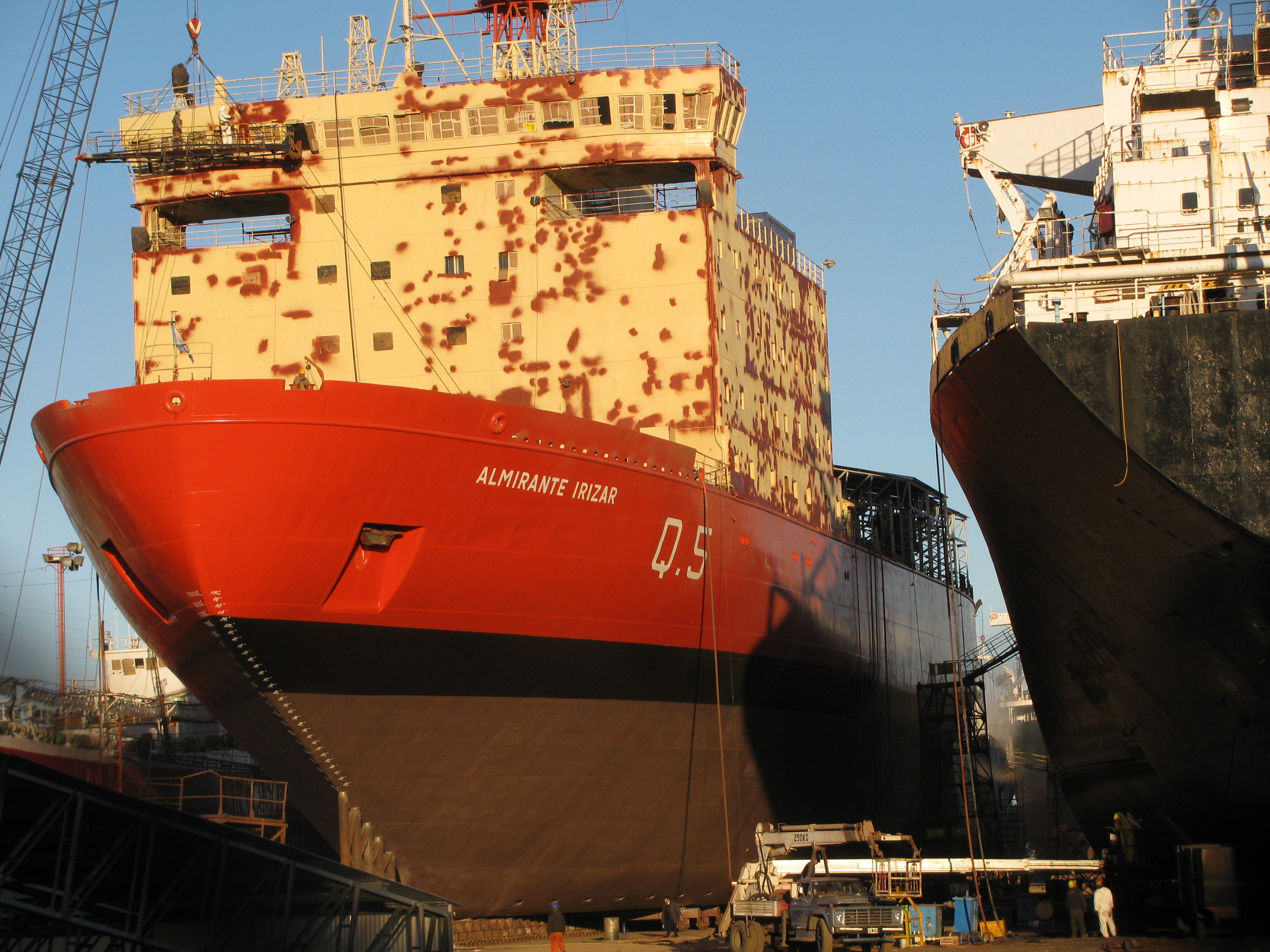
En el astillero Tandanor (2011)

La reparación y modernización del buque, fue adjudicada al consorcio argentino-español encabezado por SENER, que lo realizó en el astillero Tandanor de Buenos Aires, con inicio de las obras previsto para noviembre de 2009, para finalizar con pruebas en hielo en octubre de 2011.
En agosto de 2010, fueron retirados los motores, concluyendo de esta manera las diez etapas de desguace de las zonas afectadas previstas, con un total de 500 toneladas retiradas.
Los ensayos mecánicos de la antena radar se realizaron en CEATSA.
La expectativa se centra en que, línea de mantenimiento mediante, el rompehielos Irízar se mantenga en servicio al menos 30 años. Los trabajos se extendieron más allá de las reparaciones, incorporándose modificaciones importantes en la nave: cambio de motores y generadores por otros nuevos de mayor potencia, aumento de la capacidad de transporte de personal de 245 a 313 plazas y aumento del área dedicada a laboratorios de investigación, de 74 a 415 m².

## Puesta en marcha luego de la reparación

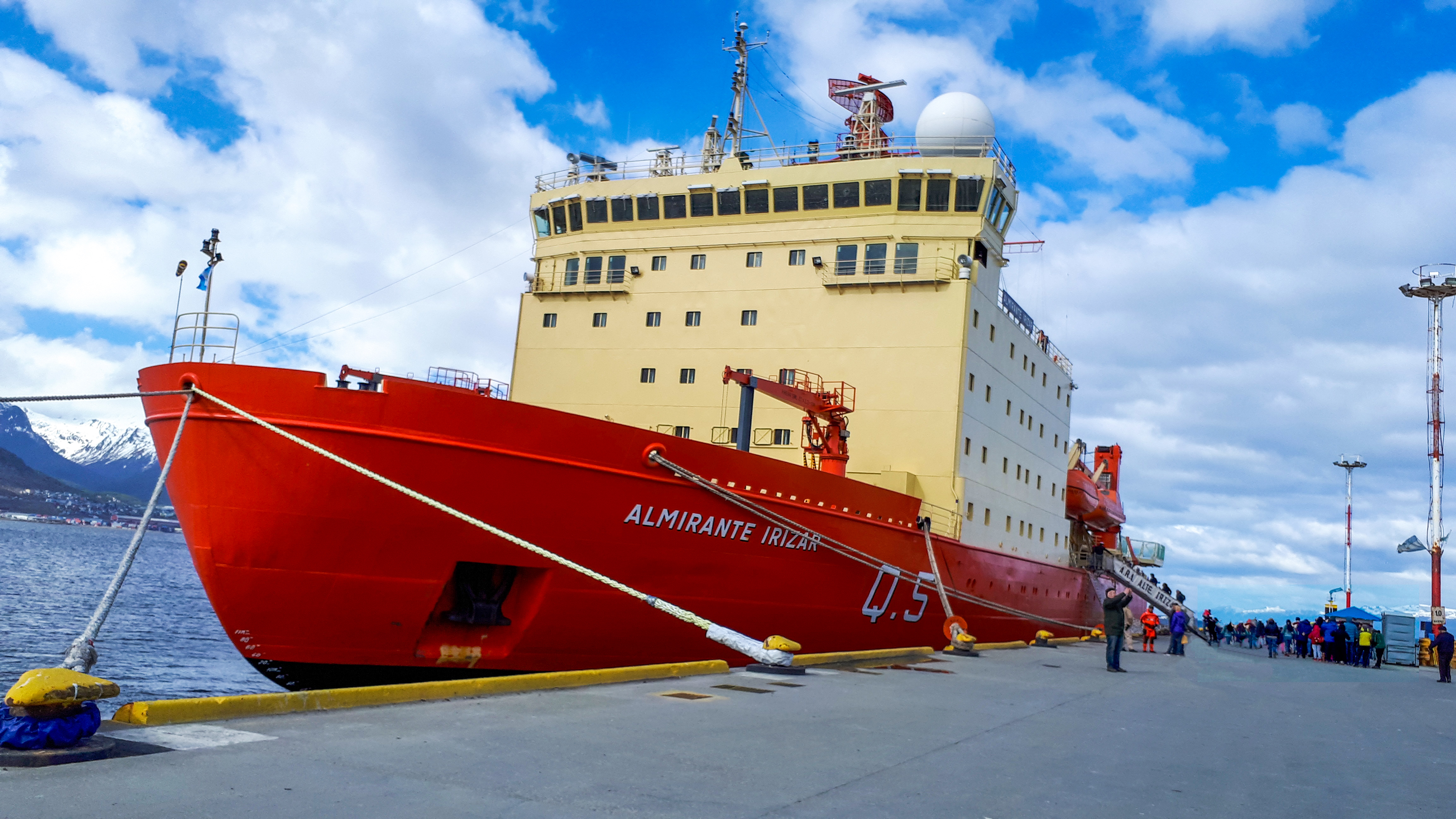
En el puerto de Ushuaia (2017)

El 4 de julio de 2017 a las 15 h 45 min Argentina el buque Almirante Irizar zarpó del astillero Tandanor en el cual fue reparado y modernizado con rumbo a ejecutar las pruebas de mar y destino final en el Arsenal Naval de Puerto Belgrano a fin de efectuarse las correcciones pertinentes y estar listo para las campañas antárticas posteriores.
Cabe destacar el gran trabajo argentino realizado en el buque, desde elementos electrónicos hasta las camas son de diseño y mano de obra nacional.
Al regresar al servicio, el Irízar es el rompehielos más grande del hemisferio sur y uno de los diez más grandes del mundo.
En octubre de 2017 el ARA Almirante Irízar zarpó del Complejo Industrial Naval Argentino (CINAR) para realizar sus últimas pruebas de sistemas y equipos en el mar. En ese mismo mes, zarpo a la Antártida a hacer pruebas de hielo.
Después de casi dos semanas de viaje, y en lo que fue su primera misión después de diez años de inactividad, el rompehielos ARA Almirante Irízar arribó el 5 de enero de 2018 a la Base Marambio en la Antártida con el objetivo de llevar adelante la Campaña Antártica de Verano (CAV) 2017–2018, regresando a su apostadero en la dársena Norte del Puerto de Buenos Aires, el 11 de abril de 2018.

### Rescate de científicos estadounidenses
El 11 de marzo de 2018, el rompehielos rescató a cinco científicos estadounidenses que desarrollaban tareas en el norte de la Península Antártica y que no pudieron volver al continente por las condiciones del hielo marino que impidieron acercarse a un barco de ese país. Los científicos no habían podido volver al continente por la notable presencia de hielo frente a la Isla Joinville, en el Mar de Weddell, en el noreste de la Península Antártica. En este punto no pudieron ser retirados por el buque Laurence M. Gould de los Estados Unidos, por ende el ARA Almirante Irízar, que estaba operando en la base Carlini, en el noroeste de la península antártica, partió hacia el Este para efectuar la evacuación, en coordinación con el personal estadounidense a bordo del buque y, con sus helicópteros, logró retirar el campamento completo de cinco científicos con su carga, según informó Cancillería Argentina en un comunicado.

## Otras especificaciones
- Capacidad de navegación continua sobre hielo: hielo de hasta 1 m de espesor.
- Capacidad por embestida (retroceso, avance y posarse): hielo de hasta 6 m de espesor.